# Denys Granier-Deferre
Pour les articles homonymes, voir Granier-Deferre, Granier et Deferre.
Denys Granier-Deferre, né le 27 décembre 1949 à Boulogne-Billancourt, est un réalisateur, scénariste et acteur français. Il est le fils de Pierre Granier-Deferre.

## Filmographie

### Réalisateur

#### Cinéma
- 1982 : Que les gros salaires lèvent le doigt !
- 1984 : Réveillon chez Bob
- 1988 : Blanc de Chine
- 1994 : Coma
- 2009 : Pièce montée

#### Télévision
- 1990 : Moi, général de Gaulle
- 1990 : Navarro (deux épisodes)
- 1990 : Le Gorille (un épisode)
- 1991 : La Maison vide
- 1993 : L'Éternel Mari (téléfilm)
- 1993 : Des héros ordinaires : Les portes du ciel (La Porte du ciel)
- 1994 : Arrêt d'urgence
- 1995 : L'Impossible Monsieur Papa
- 1996 : Chassés-croisés
- 1996 : L'Instit épisode Méchante
- 1997 : Les Mystères de Sadjurah
- 1998 : Les Grands Enfants
- 1999 : Chasseurs d'écume (feuilleton)
- 2000 : Maigret épisode Maigret chez les riches
- 2001 : Les Duettistes épisode Le môme
- 2001 : Les Enquêtes d'Éloïse Rome (6 épisodes)
- 2002 : Un mois à nous
- 2003 : Ambre a disparu
- 2004 : 93, rue Lauriston
- 2007 : L'Affaire Christian Ranucci : Le combat d'une mère
- 2007 : Rendez-moi justice
- 2008 : Clémentine
- 2011 : Les livres qui tuent

### Scénariste
- 1982 : Que les gros salaires lèvent le doigt !
- 1984 : Réveillon chez Bob
- 1988 : Blanc de Chine
- 2009 : Pièce montée

### Réalisateur de la seconde équipe/Assistant-réalisateur
- 1973 : Duelle (une quarantaine) de Jacques Rivette
- 1973 : Le Train de Pierre Granier-Deferre
- 1973 : Le Grand Bazar de Claude Zidi
- 1974 : Mes petites amoureuses de Jean Eustache
- 1974 : Le Secret de Robert Enrico
- 1974 : Les Charlots en folie : À nous quatre Cardinal ! d'André Hunebelle
- 1974 : La Race des seigneurs de Pierre Granier-Deferre
- 1974 : Les Quatre Charlots mousquetaires d'André Hunebelle
- 1975 : Section spéciale de Costa-Gavras
- 1976 : René la Canne de Francis Girod
- 1976 : Une femme fidèle de Roger Vadim
- 1978 : L'Amant de poche de Bernard Queysanne
- 1979 : Buffet froid de Bertrand Blier
- 1979 : Le Toubib de Pierre Granier-Deferre
- 1979 : Jack le Magnifique de Peter Bogdanovich
- 1980 : Psy de Philippe de Broca
- 1981 : Beau-père de Bertrand Blier
- 1981 : Condorman de Charles Jarrott

### Acteur
- 1982 : Merci Bernard
- 1983 : Elle voulait faire du cinéma
- 1999 : Chasseurs d'écume (mini-série TV) : le vendeur du Nadis
- 2001 : Se souvenir des belles choses : Toto
- 2006 : Président : Premier Ministre